# Juan Bautista Vázquez le Vieux

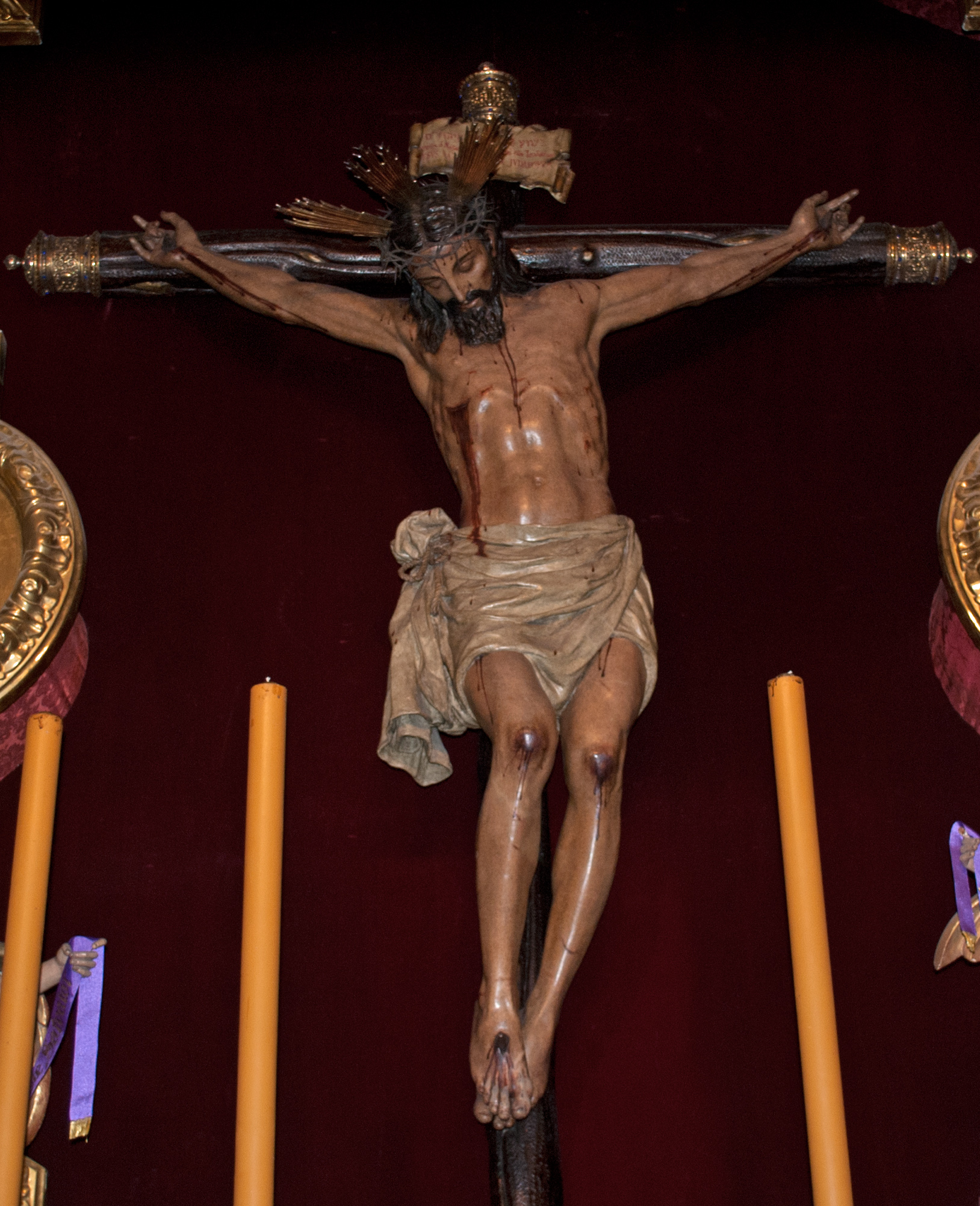
Christ de Burgos.

Juan Bautista Vázquez le Vieux est un sculpteur espagnol de la Renaissance, né à Pelayos, dans la province de Salamanque, en 1510, et mort à Llerena, dans la province de Badajoz, le 12 juin 1588.

## Biographie
Il est né à Pelayos, mais sa famille s'est déplacée à Ávila quand il était enfant et s'est établie près de la place del Mercado Grande. Il s'est formé dans l'atelier du sculpteur Vasco de la Zarza. On suppose qu'il s'est ensuite rendu en Italie où il aurait appris son style d'une plus grande élégance.
À partir de 1552 il s'est installé à Tolède où il a travaillé jusqu'en 1560 et y exécuté plusieurs œuvres pour la cathédrale, pour l'église d'Almonacid (Guadalajara) et l'église de Santa María la Blanca (Tolède) parmi d'autres.
Il a réalisé en 1556 la statue de l'archange saint Gabriel du Mystère de l'Incarnation représenté sur la porte du bras du transept et de la façade de l'Horloge (fachada del rejol) de la cathédrale de Tolède pour laquelle Nicolás de Vergara le Vieux a sculpté  la statue de Notre-Dame du Mystère de l'Incarnation.
En 1560, il réalise le retable et le crucifix de la chapelle de la torre de la cathédrale de Tolède avec Nicolás de Vergara le Vieux.
En 1558, Francisca Blázquez, veuve du sculpteur Isidro de Villoldo (es), est venue le voir à Ávila pour lui demander de terminer la réalisation du retable de la chartreuse de Séville qui était resté inachevé par la mort de son mari. 
En 1561 il quitte Tolède et s'installe à Séville pour terminer le retable. Il avait créé à Tolède un atelier avec un ensemble de collaborateurs avec entre autres son frère et le sculpteur Juan de Oviedo le Vieux, Miguel de Adán (es), Gaspar del Águila (es) et Jerónimo Hernández (es).
À Séville, il apparaît alors comme un sculpteur, un fabricant de retables, un peintre, un décorateur, concepteur d'architectures éphémères, et un graveur, montrant dans ses œuvres un naturalisme idéalisé avec une empreinte de maniérisme caractérisé par un allongement des corps et la suavité du michelangelisme romain. Après la mort de Roque Balduque, en 1561, grâce à son atelier, il va contribuer à la création de l'école sévillane de sculpture (en) qui va s'imposer avec Juan Martínez Montañés.
Il travaille sur la deuxième phase du retable du maître-autel de la cathédrale de Séville, dans l'église de Santa Maria à Carmona en 1563, dans l'église de San Mateo à Lucena en 1572, dans l'église de Santa Maria à Medina-Sidonia en 1575, et sculpte la Vierge des fièvres (Virgen de las Fiebres) de l'église de Marie Madeleine de Séville et en 1573 la statue du Christ de Burgos .
Il s'est marié trois fois, d'abord avec Andrea Hernández, sœur de Juan de Oviedo le Vieux, puis Maria Bonilla, fille du peintre sévillan Juan de Zamora, enfin avec Isabel de Valdés. 
Son fils, Juan Bautista Vázquez le Jeune (en), a poursuivi son travail.

## Œuvres

### Œuvres les plus connues
- Vierge des fièvres (Virgen de las Fiebres) de l'église de Santa María Magdalena de Séville ;
- Christ de Burgos (1573) de l'église de San Pedro de Séville ;
- Saintes Juste et Rufine (vers 1598), se trouvant actuellement sur le maître-autel de l'église San José de Séville, mais venant de l'ancien couvent de San Franciscco.

### Attribution
- Très saint Christ d'amour (Santísimo Cristo del Amor), à El Viso del Alcor (province de Séville) qui se trouvait dans l'église de San Martín de Séville, siège de la Confrérie des Douleurs (Hermandad de los Dolores) d' El Viso del Alcor.